# Matelea woytkowskii
Matelea woytkowskii är en oleanderväxtart som beskrevs av G. Morillo. Matelea woytkowskii ingår i släktet Matelea och familjen oleanderväxter. Inga underarter finns listade i Catalogue of Life.